# Aeroportul Carora
Aeroportul Carora (IATA: VCR, ICAO: SVCO) este un aeroport din Municipio Torres⁠(d), Lara, Venezuela ce deservește zona Carora⁠(d). A fost numit după zona deservită.
Situat la o altitudine de 456 m, aeroportul dispune de o singură pistă.